# Ballbreaker
Ballbreaker (Болбрейкър) е студиен албум на култовата хардрок група Ей Си/Ди Си (AC/DC), издаден през 1995 г. Албумът излиза след петгодишно мълчание от страна на групата след The Razors Edge. За албума се завръща и оригиналният барабанист на групата – Фил Ръд, който напуска Ей Си/Ди Си през 1983 след спор с китариста Малкълм поради проблемите, които Фил има с алкохола.
Три от песните в албума са издадени и като сингли: Hard as a Rock, Cover You in Oil и Hail Caesar. Албумът е продуциран от Рик Рубин, който е голям почитател на групата. Рубин е работил и преди Ballbreaker заедно с Ей Си/Ди Си, като продуцира сингъла Big Gun, включен в саундтрака към филма „Последният екшън герой“ (Last Action Hero), с участието на Арнолд Шварценегер.
Текстовете на песните в Ballbreaker, както е и в повечето албуми на Ди Си, са написани от братята Йънг, с харктерните за групата сексуални намеци и двойни значения.
Албумът е преиздаден през 2005 г. като част от сериите AC/DC Remasters.

## Списък на песните
1. Hard as a Rock – 4:30
2. Cover You in Oil – 4:32
3. The Furor – 4:10
4. Boogie Man – 4:07
5. The Honey Roll – 5:34
6. Burnin' Alive – 5:05
7. Hail Caesar – 5:14
8. Love Bomb – 3:14
9. Caught With Your Pants Down – 4:14
10. Whiskey on the Rocks – 4:35
11. Ballbreaker – 4:32

- Всички песни са написани от Ангъс Йънг, Малкълм Йънг, и Браян Джонсън.
- Продуцент – Рик Рубин (Rick Rubin)

## Състав
- Брайън Джонсън – вокали
- Ангъс Йънг – соло китара
- Малкълм Йънг – ритъм китара, беквокали
- Клиф Уилямс – бас китара, беквокали
- Фил Ръд – барабани